# Савчук, Николай Афанасьевич
Николай Афанасьевич Савчук (4 (16) декабря 1899, с. Зубовщина, Изяславского уезда Волынской губернии (теперь Славутского района Хмельницкой области) – 16 февраля 1976, Одесса) – украинский зоолог, доктор биологических наук, профессор, член-корреспондент АН УССР (1948), ректор Одесского государственного университета (1939-1948); министр просвещения УССР (1948—1949).   

## Биография
Н. А. Савчук родился в с. Зубовщина Изяславского уезда Волынской губернии (теперь Славутского района Хмельницкой области) в крестьянской семье. Окончил двухлетнее начальное училище, позже занимался самообразованием. После 1917 г. окончил краткосрочные педагогические курсы. С 1918 г. работал сельским учителем. В 1925 г. заведовал семилетней школой в Шепетовке, а в 1926 г. — инспектор Шепетовского окружного отдела народного образования. В 1927 г. Н. А. Савчук поступил на исторический факультет Одесского института народного образования, где учился до 1930 г. В 1931 г. экстерном сдает экзамены за биологический факультет Одесского института профессионального образования и поступает в аспирантуру Одесского научно-исследовательского института биологии. В 1930—1934 гг. преподавал философию в одесских институтах: медицинском, технологическом институте консервной промышленности, сельскохозяйственном.
С 1934 г. он начинает работу на кафедре зоологии бесхребетных ОГУ вначале ассистентом, затем — доцентом. В 1937 г. Н. А. Савчук становится профессором и заведующим кафедрой зоологии бесхребетных, одновременно руководил кафедрой философии Одесского технологического института консервной промышленности (1937—1939). В конце 1937 г. Савчук назначен исполняющим обязанности ректора ОГУ и проректором по научной работе. Ректором назначен в сентябре 1939 г. На посту ректора он уделял много внимания подбору кадров. Именно он пригласил на кафедру хребетных животных всемирно известного профессора И. Пузанова, в зоологическом музее ОГУ начал свою работу энтомолог К. Лопатин. Благодаря своей энергичности и целеустремленности профессору Н. Савчуку во время Великой Отечественной войны удалось организовать две эвакуации университета: первую — в Майкоп, где прошли два выпуска студентов (в 1941 и 1942 гг.), вторую — в Байрам-Али (Туркмения), где университет работал до 1944 г. После возвращения из эвакуации пришлось восстанавливать из руин многие корпуса университета. Параллельно шло развитие структуры вуза: уже в 1946 г. были открыты геолого-грунтовый, юридический и экономический факультеты.
В июле 1948 г. Н. А. Савчука избрали членом-корреспондентом АН УССР. Ректором ОГУ работал до августа 1948 года.                                                          В августе 1948 - августе 1949 года был министром просвещения УССР.
С 1949 года заведовал кафедрой  в Одесском государственном университете.
Умер Н. А. Савчук в Одессе 16 февраля 1976 г. Похоронен на 2 христианском кладбище.

## Научная деятельность
Научные интересы Н. А. Савчука касались зоологии бесхребетных, экспериментальных исследований регенерации и трансплантации органов, развития организмов и экспериментальной гельминтологии. На основе собственных экспериментальных исследований издал учебники: “Ембріологія”, “Розвиток тваринних організмів”, “Праця з мікроскопом”, “Зоологія безхребетних” и др. 
Другое направление научных исследований Н. А. Савчука – изучение проблем краевой паразитологи. Во второй половине 40-х гг Н. А. Савчук вместе с доцентом М. И. Егоровым доказал на примере тутового шелкопряда, а позже с ассистентом В. Д. Севостьяновым – на медоносной пчеле, что фитогормоны стимулирующе влияют на организм насекомых. Н. А. Савчук в послевоенное время, будучи председателем одесского отделения Украинского общества паразитологов, пытался объединить биологов, ветеринаров и медиков для поисков способов профилактики и борьбы с паразитами человека и животных. С этой целью в 60-е гг. Н. А. Савчук добился открытия на базе университета биологической научной лаборатории.
В целом, Н. А. Савчук автор более 150 работ и статей, посвященных, главным образом, зоологии бесхребетных, а также актуальным проблемам экспериментальной биологии, в частности регенерации и экспериментальной гельминтологии. 

## Труды ученого
- До питання морфолаксису / Н. А. Савчук // Труды Одес. гос. ун-та. — 1934. — Т. 1. — С. 1—14.
- Про життя частин тіла поза організмом / Н. А. Савчук // Труды Одес. гос. ун-та. — 1937. — Т. 2. — С. 121—127.
- О регенерационной способности различных участков органа / Н. А. Савчук // Бюллетень экспериментальной биологии и медицины. — 1937. — Т. 3, вып. 1.
- О жизни части тела вне организма / Н. А. Савчук // Бюллетень экспериментальной биологии и медицины. — 1937. — Вып. 4.
- О градиент-поле / Н. А. Савчук // Докл. Акад. наук СССР. — 1938. — Т. 20, № 9. — С. 699—703.
- До питання про ранні стадії ембріонального розвитку курчат / Н. А. Савчук // Доп. Акад. наук УРСР. — 1956. – № 1.
- Ембріологія : учбов. посіб. / Н. А. Савчук. — Одеса, 1959.
- Імунітет і довголіття / Н. А. Савчук // Праці Одес. держ. ун-ту. Сер. біол. — 1962. — Т. 152 : Наук. проблеми імунології, вип. 10.
- Зоологія безхребетних: підруч. / Н. А. Савчук. — 2-е доп. вид. — Київ : Рад. шк., 1965.
- Об очагах трихинеллеза на территории Одесской области. Ч. 1 / Н. А. Савчук // Проблемы паразитологии. — К., 1969.

## Награды
- 2 ордена Трудового Красного Знамени.
- Медали «За доблестный труд в Великой Отечественной войне 1941—1945 гг.»,  «За доблесный труд, В ознаменование 100-летия  со дня рождения Владимира Ильича Ленина»
- Звание "Заслуженный деятель науки УССР" (1965),